# Nissorun 10 WP
Nissorun 10 WP je ve vodě rozpustný chemický přípravek, akaricid, obsahující látku hexythiazox. Působí kontaktně, ale proniká listy rostliny (po aplikaci na list). Přípravek je povolen k použití v zemích EU.

## Obsahové látky
Hexythiazox - 10 % (N-cyklohexyl-5-(4-chlorfenyl)-4-methyl-2-oxothiazolidin-3-karboxamid)

## Doporučené dávkování
0,07 % nebo 3,5 g/ 5 l vody, u chmelu 7,5 - 10g/10 l vody / 100m2 tj. 0,07%

## Rizika
Nebezpečný pro vodní organismy, je třeba dodržovat ochrannou vzdálenost od vodních ploch a zabránit úletům. Přípravek nevyžaduje klasifikaci z hlediska ochrany včel. Při manipulaci, aplikaci a skladování je nutné řídit se návodem k použití. Hexythiazox nesmí být použit jako náhrada za clofentezin, protože zde existuje křížová rezistence.
Přípravek je hodnocen jako nebezpečný pro životní prostředí.

## Působení
Kontaktní akaricid. Přípravek má dlouhodobý účinek na vajíčka, larvy a nymfy svilušek. Ovlivňuje patogeny 50-70 dní. Dospělci po zasažení kladou sterilní vajíčka, které se dále nevyvíjejí. Vhodná je aplikace na začátku líhnutí larev svilušky u jádrovin, s tím, že u raných odrůd jabloní musí být zohledněna ochranná lhůta.
Látka nepoškozuje dravé roztoče rodu Phytoseidae a je doporučen na aplikaci v systému ochrany s těmito bioagens. V porostech je používán s dravým roztočem Typhlodromus pyri — populace Mikulov.

## Ochranná lhůta
Při aplikaci 0,07 % nebo 3,5 g/ 5 l vody u jádrovin a peckoviny 30 dní, réva 42 dní, u ovocných druhů po sklizni (maliník, rybíz apod.) 0 dní, okrasné rostliny 1 den.